# خانه اسدخان
خانه اسدخان مربوط به دوره پهلوی است و در شهرستان ابرکوه، بخش بهمن، دهستان مهرآباد، روستای مهرآباد واقع شده و این اثر در تاریخ ۲۶ اسفند ۱۳۸۶ با شمارهٔ ثبت ۲۲۱۱۶ به‌عنوان یکی از آثار ملی ایران به ثبت رسیده‌است.